# Bitwa pod Czaśnikami (1564)
Bitwa pod Czaśnikami (znana także pod nazwą bitwa nad Ułą) – starcie zbrojne, które miało miejsce 26 stycznia 1564 na polach Iwańska pod Czaśnikami podczas wojny litewsko-rosyjskiej (1558–1570), będącej częścią ogólnoeuropejskich zmagań w ramach pierwszej wojny północnej (1561–1570).
Licząca 80 000 żołnierzy armia rosyjska pod wodzą kniazia Sieriebriannego założyła obóz zimowy pod Orszą. Z obozu ruszyła na zachód część sił pod wodzą kniazia Piotra Szujskiego (30 000 żołnierzy). Hetman wielki litewski Mikołaj Radziwiłł Rudy i hetman polny litewski Grzegorz Chodkiewicz, korzystając z rozdzielenia sił rosyjskich, uderzyli 26 stycznia wieczorem z 4 000 jazdy na armię kniazia Szujskiego w obozie pod Czaśnikami i rozbili ją.
Litwini prowadzili uporczywy pościg przez całą noc, więc tylko niedobitki wojsk rosyjskich umknęły do Połocka. Straty rosyjskie wyniosły około 10 000 ludzi (w tym sam wódz kniaź Szujski zarąbany w lesie przez chłopów). Kniaź Sieriebranny na wiadomość o klęsce Szujskiego wycofał się na granicę rosyjsko-litewską.
W bitwie wziął udział przyszły hetman polny litewski kniaź Roman Sanguszko.

## Literatura
- Mała Encyklopedia Wojskowa, 1967, Wydanie I